# Sambadondogiin Tserendordsch

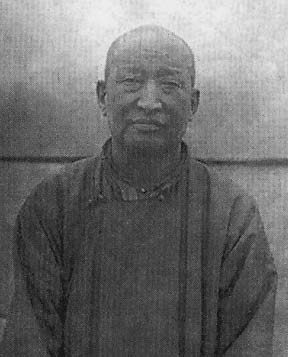
Sambadondogiin Tserendordsch

Sambadondogiin Tserendordsch (mongolisch Самбадондогийн Цэрэндорж, andere Umschrift: Sambadondogiin Tserendorj, Manzushir Khutagt Sambadondogiin Tserendorj (voller Titel); geb. 1872; gest. Oktober 1937) war ein mongolischer buddhistischer Geistlicher. Er galt als die 6. Reinkarnation des Donkor-Manjushri Gegen. Er war Haupt-Abt des Mandschir Chiid (Manjusri-Kloster) und diente später als letzter Acting Prime Minister der Äußeren Mongolei (ᠭᠠᠳᠠᠭᠠᠳᠤ ᠮᠣᠩᠭ᠋ᠣᠯ / ᠠᠷᠤ ᠮᠣᠩᠭ᠋ᠣᠯ / Гадаад Монгол / Ар Монгол; Gadaad Mongol / Alr Mongol; Mandschu: ᡨᡠᠯᡝᡵᡤᡳ ᠮᠣᠩᡤᠣ Tülergi Monggo; chinesisch 外蒙古, Pinyin Wài Měnggǔ) während der Besetzung von Ikh Khŭree durch Baron Ungern von Sternberg vom Mai bis Juli 1921. Später wurde er während der Stalinistischen Säuberungen (Их Хэлмэгдүүлэлт Ikh Khelmegdüülelt, englisch Great Repression, 1937–1939) als Konterrevolutionär angeklagt und 1937 hingerichtet.

## Leben

### Jugend
Tserendordsch wurde 1872 geboren und im Alter von fünf Jahren als 6. Reinkarnation des Donkor-Manjushri Gegen anerkannt. 1880 nahm er seinen Platz als Abt des Mandschir Chiid-Klosters ein. 1911 unterstützte Tserendordsch den Unabhängigkeitskampf, zog sich aber wieder aus der Öffentlichkeit zurück, nachdem die Unabhängigkeitsproklamation erfolgt war.

### Acting Prime Minister
Im Februar 1921 beschützte Tserendordsch den Bogd Khan im Mandschir Chiid als Truppen des russischen Barons Ungern von Sternberg die chinesischen Besatzungstruppen aus Ikh Khŭree (Urga) vertrieb. Mit der Restauration der autonomen mongolischen Regierung im März 1921 wurde der Bogd Khan erneut Monarch des Staates. Der Premierminister Jalchands Khutagt Sodnomyn Damdinbazar (Жалханз Хутагт Содномын Дамдинбазар) wurde Innenminister und wurde nach Westen entsandt, um zusammen mit Chatanbaatar Magsardschaw gegen die „Weißen“ Russen (Zaristen) zu kämpfen. Tserendordsch wurde der Acting Prime Minister bis Juli 1921, als mongolische Partisanen unter Damdiny Süchbaatar und Einheiten der Roten Armee Ungern von Sternbergs Truppen besiegten, Ikh Khuree besetzten und die Revolution in der Äußeren Mongolei 1921 auslösten.

### Spätere Jahre und Tod
Die mongolisch-revolutionäre Regierung setzte Tserendorj ab. Er nahm wieder seine Aufgabe als Abt des Mandschir Chiid wahr und hielt Kontakt zu dem (physisch und politisch) stark geschwächten Bogd Khan. 1922 unterstützten Tserendordsch und der Bogd Khan eine geheime Mission um Kontakt mit dem japanischen Kaiser aufzunehmen und Hilfe gegen die zunehmende Verfolgung des buddhistischen Sangha durch die neue Regierung zu bitten. 1930 wurde Tserendordschs persönlicher Besitz beschlagnahmt im Zuge der schnellen Umsetzung sozialistischer Doktrinen. Tserendordsch wurde unter der Anschuldigung von Verschwörung gegen die Regierung angeklagt und zu 10 Jahren Gefängnis verurteilt. 1936 klagte Chorloogiin Tschoibalsans Innenministerium ihn und 24 weitere Lamas an, sich an einem „Anti-Revolutionären Zentrum“ beteiligt zu haben. Nach einem Schauprozess, der sich über fast ein Jahr hinzog, wurde Tserendordsch für schuldig befunden und Anfang Oktober 1937 vor dem Theater hingerichtet.
| Vorgänger                              | Amt                                                     | Nachfolger     |
| -------------------------------------- | ------------------------------------------------------- | -------------- |
| —                                      | Abt des Mandschir Chiid 1880–1937                       | —              |
| Jalchands Khutagt Sodnomyn Damdinbazar | Acting Prime Minister der Mongolei April 1921-Juli 1921 | Dogsomyn Bodoo |

| Personendaten    | Personendaten |
| ---------------- | --- |
| NAME             | Sambadondogiin Tserendordsch                                                                                          |
| ALTERNATIVNAMEN  | Sambadondogiin Tserendorj; Самбадондогийн Цэрэндорж (mongolisch); Manzushir Khutagt Sambadondogiin Tserendorj (Titel) |
| KURZBESCHREIBUNG | mongolischer buddhistischer Geistlicher und Premierminister der Mongolei                                              |
| GEBURTSDATUM     | 1872 |
| STERBEDATUM      | 1937 |
| STERBEORT        | Ulaanbaatar, Mongolei                                                                                                 |